# Samuel Griswold Goodrich

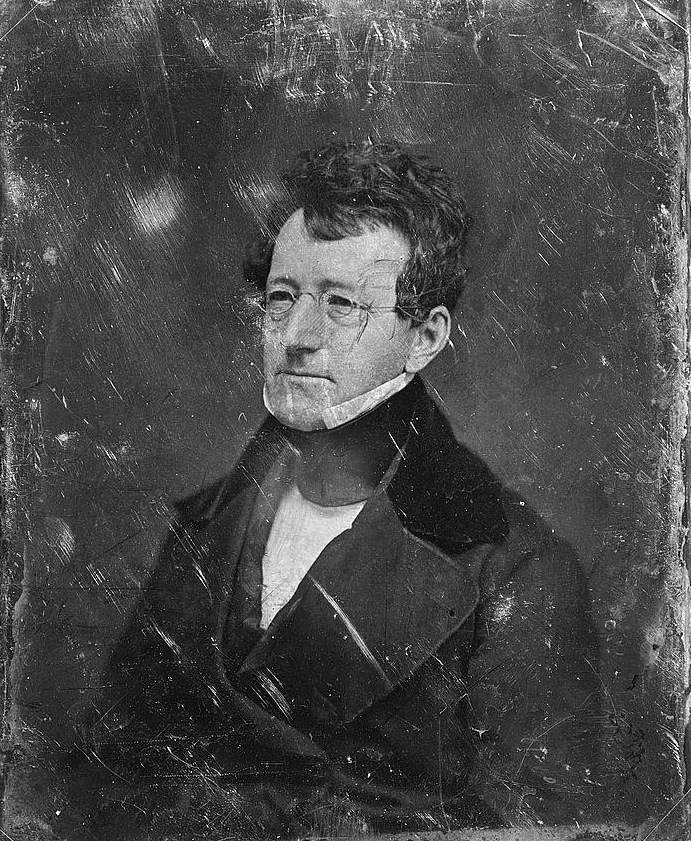
Samuel Griswold Goodrich (zwischen 1840 und 1860)

Samuel Griswold Goodrich (* 19. August 1793 in Ridgefield, Connecticut; † 9. Mai 1860 in New York City) war ein US-amerikanischer Schriftsteller, Politiker und Diplomat, der vor allem unter dem Pseudonym Peter Parley im Genre der wissensvermittelnden Kinderliteratur wirkte.

## Leben
Goodrich wurde 1793 in Ridgefield im US-Bundesstaat Connecticut als Sohn des kongregationalistischen Pfarrers Samuel Goodrich und dessen Ehefrau Elizabeth Ely als sechstes von zehn Kindern geboren. Seine Schulausbildung erhielt er zunächst von 1799 bis 1803 in der West Lane School und anschließend in der Up-Town School, zwei Schulen in seinem Geburtsort. Anschließend schlug er eine Kaufmannskarriere ein und arbeitete ab 1808 im Geschäft eines Schwagers in Danbury. Nach dessen Tod wurde er Kontorist für Trockenwaren in Hartford, wo er bei seinem Onkel, dem früheren US-Senator Chauncey Goodrich (1759–1815), lebte. Zwischenzeitlich diente er während des Britisch-Amerikanischen Krieges sechs Monate im US-amerikanischen Militär. In diesen Jahren erweiterte Goodrich parallel zu seinen Anstellungen und dem Militärdienst eigenständig seinen Wissensschatz. In Hartford freundete er sich mit dem Verlagsangestellten George Sheldon an, der Goodrichs Interesse an Literatur und am Verlagswesen stimulierte. 1816 eröffnete er zusammen mit Sheldon einen eigenen Verlag, doch der erfahrenere Sheldon starb wenig später und hinterließ Goodrich die alleinige Verwaltung des Verlags. Der Verlag publizierte verschiedene US-amerikanische Schriftsteller, darunter auch einige von Goodrichs frühen kinderliterarischen Texten. Von 1818 bis zu ihrem Tod 1822 war Goodrich mit Adeline Gratia Bradley, der Tochter des früheren US-Senators Stephen R. Bradley, verheiratet, mit der er eine Tochter hatte. Kurz nach dem Tod seiner Frau brach auch Goodrichs Verlagsgeschäft zusammen. 1826 heiratete er Mary Boott, mit der er fünf weitere Kinder bekam.
Mit der Unterstützung eines reichen Onkels trat Goodrich 1823 eine Europareise an. Zum einen wollte sich Goodrich so vom Tod seiner Frau und dem Zusammenbruch seines Verlags erholen, zum anderen wollte er in Kontakt mit europäischen Literaten treten. Besonders seine Begegnung mit der englischen Schriftstellerin Hannah More hatte eine nachdrückliche Wirkung auf seine Karriere, denn More inspirierte den US-Amerikaner dazu, lehrreiche Texte für Kinder zu veröffentlichen. Die US-amerikanische Kinderliteratur war abgesehen von Mother-Goose-Texten und moralischen Traktaten praktisch inexistent. Nach seiner Rückkehr zog Goodrich nach Boston, wo er begann, unter dem Pseudonym Peter Parley eigene Kinderliteratur zu verfassen, die altersgerecht Wissen an ihre Leserschaft vermittelte. „Peter Parley“, ein älterer Gentleman mit bewegtem Leben, fungierte als Erzähler der Bücher. Im Jahr 1827 debütierte er mit The Tales of Peter Parley about America, die illustriert die Geschichte und Geographie der Vereinigten Staaten behandelten. Weitere ähnliche Bücher folgten in den nächsten Jahren, auch veröffentlichte er als Peter Parley einige Weihnachtsgeschichten und später auch Schullehrbücher. Gleichermaßen wurde das Pseudonym mit Goodrichs Erlaubnis auch von anderen Autoren bedient. So steckte hinter Peter Parley’s Universal History on the Basis of Geography (1837) der bekannte Schriftsteller Nathaniel Hawthorne. Zwischen 1844 und 1845 veröffentlichte Goodrich zudem die zwölfbändige Reihe Parley’s Cabinet Library. Insgesamt publizierte er – entweder als Verfasser oder Herausgeber – über hundert Peter-Parley-Bücher, die eine große Spannbreite wissenschaftlicher Thematiken abdeckten. In den Vereinigten Staaten waren diese Bücher Goodrichs bis in die 1860er Jahre weithin beliebt. Die Bücher erschienen – teils von Goodrich selbst veröffentlicht, teils als Raubkopien – auch in England und Frankreich. Andere Autoren nutzten zudem auch ohne Goodrichs Autorisierung das Pseudonym, um eigene Kinderliteratur zu veröffentlichen.
Neben Peter Parley verfolgte Goodrich auch andere Projekte. Ab 1833 veröffentlichte er Parley’s Magazine eine eigene Kinderzeitung, die 1841 in die Kinderzeitung Merry’s Museum aufging, die Goodrich bis 1850 herausgab. Weitere seiner Veröffentlichungen zielten auf eine erwachsene Leserschaft ab, beispielsweise das Gedichtband The Outcast and Other Poems (1836), der Elternratgeber Fireside Education (1838) und das zwischen 1827 und 1842 von ihm herausgegebene literarische Jahrbuch The Token. Das Jahrbuch sammelte Beiträge verschiedener US-amerikanischer Schriftsteller wie Nathaniel Hawthorne, Henry Wadsworth Longfellow und Lydia Sigourney mit dem Ziel, den Diskurs über die Formierung und die Charakteristika der US-amerikanischen Literatur zu unterstützen. Seine eigenen Beiträge zum Token veröffentlichte Goodrich 1841 gesammelt unter dem Titel Sketches from a Student’s Window. Daneben verfasste er unter dem Titel Recollections of a Lifetime (1856) auch eine zweibändige Autobiografie. 1859 gab er ferner die zweibändige Enzyklopädie Illustrated Natural History of the Animal Kingdom heraus, die als erste ihrer Art einen Eintrag zu den Dinosauriern erhielt. Privat unternahm er weitere Reisen nach Europa und erwarb 1832 ein Anwesen in Jamaica Plain, einem Stadtteil von Boston, in dem er die folgenden zwanzig Jahre lebte. In Boston selbst gründete er das Literaturunternehmen Goodrich Enterprises, das in Kontakt mit diversen Schriftstellern stand und für Goodrich auch dazu diente, Ghostwriter für seine Peter-Parley-Bücher anzuwerben. Ausgehend von der Niederlassung des Unternehmens in der zweiten Etage des Bostoner Old Corner Bookstore hielt Goodrich auch Kontakt zu seinem Netzwerk von Druckereien in New York, Connecticut und Massachusetts. Auf Anregung von Daniel Webster ging er ferner 1836 in die Politik und saß zwei Amtszeiten im Parlament von Massachusetts, soweit belegbar 1836 im Repräsentantenhaus und 1837 im Senat des Bundesstaates. Später, von 1851 bis 1853, war er nach Ernennung durch US-Präsident Millard Fillmore Konsul der Vereinigten Staaten in Paris. Politisch gehörte er in den 1830ern der United States Whig Party an, bevor er nach seiner Rückkehr aus Paris der Free Soil Party beitrat. Gleichzeitig zog er sich nach Southbury in Connecticut zurück und starb 1860 mit 66 Jahren während eines Besuchs in New York City. Sein Grab befindet sich auf dem White Oak Cemetery in Southbury.
1968 veröffentlichte Daniel Roselle unter dem Titel Samuel Griswold Goodrich, Creator of Peter Parley eine Biografie Goodrichs, in dem er unter anderem eine literarische Analyse von Goodrichs Peter-Parley-Büchern anging und das Verhältnis zwischen Goodrich und Nathaniel Hawthorne behandelte. Letzteres Thema steht auch im Mittelpunkt eines Aufsatzes von Sarah A. Wadsworth für das Nathaniel Hawthorne Review aus dem Jahr 2000. 1991 analysierten Ben A. Smith und James W. Vining Goodrichs Schaffen in einem Fachartikel aus geographiehistorischer Sicht. Sie bemerkten, dass Goodrich als einer der ersten Amerikaner illustrierte Geographie-Textbücher veröffentlicht hatte, die damals in den Schulen regelmäßig eingesetzt wurden. Durch die Beliebtheit dieser Textbücher sei „Goodrich ein Teil vom Leben von mehr US-amerikanischen Schülern gewesen als jeder Verfasser von Geographie-Büchern davor oder danach.“ Katherine Pandora stellte 2009 in einer Darstellung von Goodrichs seinen Werken zugrunde liegenden Einstellungen fest, dass der Kinderbuchautor überzeugt gewesen sei, mit seiner Arbeit „das natürliche Wissen [freizusetzen] und damit freiere Geister [zu schaffen].“ Laut Pandora glaubte er fest daran, dass Wissen ein Allgemeingut sei, und versuchte deshalb, sich mit seinen für die breiten Massen gedachten Kinderbüchern am Aufbau einer „Demokratie von Lernenden“ im Gegensetz zur „Aristokratie des Intellekts“ zu beteiligen.

## Werke (Auswahl)
Peter Parley
- The Tales of Peter Parley about America (1827).
- Tales of Peter Parley about Europe (1828).
- Parley’s Winter Evening Tales (1829).
- Peter Parley’s Method of Telling about Geography to Children (1829).
- Peter Parley’s Geography for Children (1829).
- Parley’s Juvenile Tales (1830).
- Peter Parley’s Tales about Africa (1830).
- Tales about Asia (1830).
- Peter Parley’s Tales about the Sun, Moon, and Stars (1830).
- The Child’s Botany (1830).
- Peter Parley’s Tales about Animals (1831).
- Peter Parley’s Book of Curiosities, Natural and Artificial (1832).
- Peter Parley’s Farewell (1844).
- Peter Parley’s Geography for Beginners (1845).

Parley’s Cabinet Library (1844–1845, zwölf Bände, untenstehend eine Auswahl)
- A glance at the physical sciences; or, The wonders of nature, in earth, air, and sky (1844).
- Wonders of Geology (1844, Plagiat des gleichnamigen Werkes von Gideon Mantell)[13]
- Anecdotes of the Animal Kingdom
- Curiosities of Human Nature
- Lives of Famous American Indians
- History of the American Indians
- Manners, Customs, and Antiquities of the American Indians

Weitere Veröffentlichungen
- Goodrich’s A Geographical View of the United States (1829).
- The Outcast and Other Poems (1836).
- Fireside Education (1838).
- Sketches from a Student’s Window (1841).
- A Pictorial Natural History: Embracing a View of the Mineral, Vegetable, and Animal Kingdoms. Boston, 1842.
- The Truth-Finder; or the Story of Inquisitive Jack (1845).
- Recollections of a Lifetime (1856, 2 Bd.).
- Illustrated Natural History of the Animal Kingdom. Zwei Bände, New York 1859.